# Death Angel
Death Angel (укр. Ангел смерті) — американський рок-гурт, заснований 1982 року. Частина «великої вісімки треш-металу», до якої також входять Metallica, Megadeth, Slayer, Anthrax, Testament, Exodus та Overkill.

## Історія
Гурт Death Angel створено в Сан-Франциско на початку 1980-х років. Його засновниками були члени однієї родини, співак Марк Осегеда та його брати, соло-гітарист Роб Кавестані, ритм-гітарист Гус Пепа, бас-гітарист Денніс Пепа та барабанщик Енді Галеон. Перший демо-запис підлітків «Kill as One», що вийшов 1986 року, продюсував гітарист Metallica Кірк Гемметт. Дебютний альбом гурту The Ultra-Violence вийшов 1987 року на лейблі Enigma Records — на той момент барабанщику Енді Галеону було лише 14 років. Наступна платівка Frolice Through the Park вийшла за рік та містила сингл «Bored». Death Angel, які походили з «території затоки Сан-Франциско», виконували швидкий, важкий та технічний метал, і вважалися одним з провідних треш-метал-гуртів того часу.
1989 року гурт підписав контракт із мейджор-лейблом Geffen Records, на якому за рік вийшла третя студійна платівка Act III. Попри ретельний продакшн, активну маркетингову кампанію та світове турне, альбом не виправдав очікувань лейблу та музикантів, тому наступний концертний запис Fall from Grace знову вийшов на Enigma Records. Під час концертного турне автобус Death Angel потрапив в аварію і музиканти ледь не загинули, барабанщик Енді Галеон отримав важкі травми, і гурт був змушений призупинив діяльність.
Поки Галеон відновлювався від травми, вокаліст Марк Осегеда вирішив завершити музичну кар'єру та переїхав до Нью-Йорку. Решта музикантів дочекалися повернення барабанщика та заснували новий колектив, що отримав назву The Organization, в якому обов'язки вокаліста на себе взяв Роб Кавестані. В першій половині дев'яностих гурт видав два альбоми на лейблі Metal Blade Records, після чого розпався. В другій половині 1990-х колишні члени Death Angel брали участь в різних колективах, зокрема Кавестані, Осегеда та Галеон грали разом в рок-гурті Swarm.
2001 року музиканти Death Angel зібралися разом для благодійного концерту в Сан-Франциско, після чого відновили концерти у США та Європі. За участі нового гітариста Теда Агілара 2004 року вийшов перший після довгої перерви альбом Death Angel The Art of Dying. Окрім цього, в середині 2000-х гурт видав збірку Archives & Artifacts, а 2008 року — п'ятий студійний альбом Killing Season. Наприкінці 2000-х гурт залишили Пепа та Галеон, яких змінили Самме Діосдадо та Вілл Керролл. В майже повністю оновленому складі (за винятком Кавестані) Death Angel видали протягом 2010-х років низку студійних альбомів: Relentless Retribution (2010), The Dream Calls for Blood (2013), The Evil Divide (2016) та Humanicide (2019). The Dream Calls for Blood піднявся на 72 сходинку в американському хіт-параді Billboard 200, а Humanicide був номінований на премію «Ґреммі» в категорії «Найкраще метал-виконання».
2020 року вийшов мініальбом Death Angel Under Pressure, а за рік — концертний альбом Bastard Tracks.

## Дискографія
Студійні альбоми
- 1987 — The Ultra-Violence
- 1988 — Frolic Through the Park
- 1990 — Act III
- 2004 — The Art of Dying
- 2008 — Killing Season
- 2010 — Relentless Retribution
- 2013 — The Dream Calls for Blood
- 2016 — The Evil Divide
- 2019 — Humanicide
- 2020 — Under Pressure (EP)

Концертні альбоми
- 1990 — Fall from Grace
- 2009 — Sonic German Beatdown — Live in Germany
- 2015 — The Bay Calls for Blood — Live in San Francisco
- 2021 — The Bastard Tracks[3][4]